# Vzkipelo mesto
Vzkipelo mesto (srbohrvaško Uzavreli grad) je jugoslovanski črno-beli dramski film iz leta 1961, ki ga je režiral Veljko Bulajić in zanj napisal tudi scenarij skupaj z Brunom Baratijem, Radenkom Ostojićem in Dragoslavom Ilićem, v glavnih vlogah pa nastopajo Dragomir Felba, Ilija Džuvalekovski, Janez Vrhovec, Lela Šimecki, Milena Dravić, Olivera Marković in Bata Živojinović. Zgodba, pri kateri se Bulajić opira na svoj prvenec Vlak brez voznega reda iz leta 1959, prikazuje dramatične socialno-ekonomske spremembe v Jugoslaviji po koncu druge svetovne vojne. Dogajanje je postavljeno v Zenico, v kateri prikazuje preobrazbo iz provincialnega v moderno mesto.
Film je bil premierno prikazan 20. julija 1961 v jugoslovanskih kinematografih in je naletel na dobre ocene kritikov. Na Puljskem filmskem festivalu je osvojil glavno nagrado velika zlata arena za najboljši jugoslovanski film, ki si jo je delil s filmom Balada o trobenti in oblaku, ob tem pa še zlato areno za najboljši scenarij (Barati, Ostojić, Ilićem in Bulajić) in posebno omembo za amaterskega igralca (Zaim Muzaferija). Hrvaški filmski kritik Jurica Pavičić je s časovne distance film označil kot prikaz povojne preobrazbe družbe, predvsem odnosov med ženskami in moški, ki so se skozi proces industrializacije in urbanizacije bolj uravnotežili.

## Vloge
- Ilija Džuvalekovski kot Šiba
- Bata Živojinović kot Luka
- Dragomir Felba kot Sarac
- Janez Vrhovec kot inženir Plavšić
- Miloš Kandić  kot Kiko
- Nikola Privora kot  delavec
- Olivera Marković kot Riba
- Lela Šimecki kot Marica
- Milena Dravić kot Hajra
- Mira Sardoč kot Lukova žena
- Rista Đorđević
- Stanimir Avramović
- Nikola Gašić
- Slobodan Velimirović kot delavec
- Tana Maskareli kot Jovicina mati